# Drama histórico

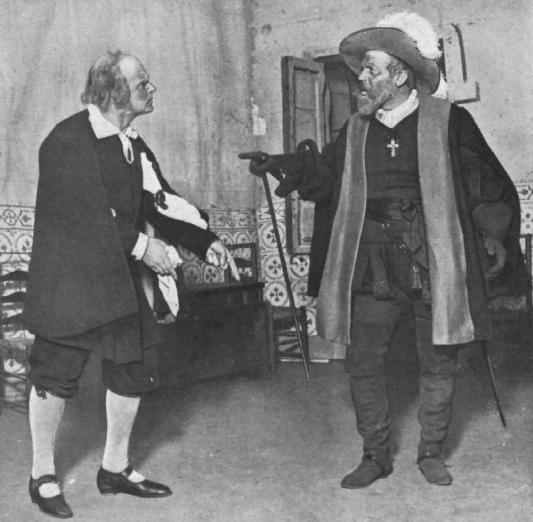
Los actores Enrique Borrás y Leovigildo Ruiz Tatay interpretando respectivamente a Pedro Crespo y a Don Lope en una representación de 1909 en el Teatro Español de Madrid.

El drama histórico es un subgénero dramático o teatral de amplia trayectoria en el que los temas o asuntos se basan en hechos históricos. Es uno de los tres géneros principales del teatro occidental junto con la tragedia y la comedia, aunque se originó, en su forma moderna, bastante después que los otros géneros primarios, razón por la que a menudo se le trata como a un subconjunto de la tragedia. Una obra de este género se conoce como obra histórica y se basa en una narración histórica, a menudo ambientada en el pasado medieval o moderno temprano. Pedro Calderón de la Barca, William Shakespeare y otros autores empezaron a cultivarlo en los siglos XVI y XVII, y continúa hoy en día.

## Definición
Refleja hechos del pasado y recrea mitos fundamentales de la nación. En el caso del teatro español, habitualmente los sucesos dramatizados son variantes de los conflictos entre monarquía, nobleza y pueblo. Como afirma Francisco Ruiz Ramón, 
«Todo relato histórico es, en principio, analéptico, y está construido sobre la separación de dos tiempos, el tiempo del objeto narrado y el tiempo del relato propiamente dicho. En el drama histórico, sin embargo, esa separación tiende a borrarse, e incluso a anularse, por virtud de las muy especiales relaciones dialécticas que el dramaturgo -es decir, el constructor de la acción dramática y el constructor de la representación escénica- establece entre el pasado y el presente, entre el que llamamos "tiempo histórico", y el tiempo actual, que es el tiempo del dramaturgo y del espectador, es decir, el tiempo de la construcción del drama, el de su representación y el de su recepción.»K&M.

## Precursores
Las obras con alguna conexión con las narraciones históricas datan de los inicios del teatro ateniense. Por un lado, aunque muchas de las primeras obras griegas cubrían temas que el público moderno considera mitos (en lugar de historia), los griegos no hicieron tal distinción, incorporando las historias de sus dioses en la misma narrativa general que incluía historias de sus reyes. La obra de teatro más antigua que se conserva: Los persas, relata un suceso completamente histórico, incluso bajo la comprensión moderna de la historia. Una diferencia clave entre Los persas y una obra histórica en el sentido moderno es la incorporación de elementos sobrenaturales en la narrativa de Salamina. Además, dramatiza principalmente la reacción persa a la batalla, información que, en el mejor de los casos, habría sido una preocupación secundaria para el historiador griego. Por lo tanto, aunque se trata de un suceso histórico verificable, difiere sustancialmente del género moderno de "obra histórica" en que no se ajusta a la comprensión moderna de la historia (al presentar elementos sobrenaturales invariables como hechos) y en que sus objetivos no no son del todo paralelos a los de los antiguos historiadores griegos.
Un desarrollo significativo en la evolución de la obra histórica ocurrió durante la Edad Media con el surgimiento de las obras de misterio. El teatro en la Edad Media surge de las tradiciones en torno a la misa, un ritual que, debido a la posición teológica ortodoxa de que el sacrificio eucarístico representa (e incluso recrea) el sacrificio en la cruz, tiene profundas similitudes con el teatro (y con los tipos de rituales que dio origen al teatro en la antigua Atenas). Si bien la liturgia dominical regular era como el teatro, las tradiciones que se desarrollaron en torno al servicio de Pascua eran teatro. Específicamente, el "Quem quaeritis?" implicaba explícitamente la representación de personajes por parte del sacerdote y el acólito.
Con esto como punto de partida, los creadores de teatro medievales comenzaron a crear otras obras que detallaban las narrativas religiosas del cristianismo. Las obras de teatro sobre santos, especialmente santos locales, fueron particularmente populare. Estas obras se ajustaban a los objetivos de los historiadores contemporáneos, a menudo en estrecho paralelismo con los libros de "Vidas de los santos". Sin embargo, generalmente no se incluyen en la comprensión moderna de las obras históricas porque difieren significativamente de la comprensión moderna de la historia al incluir sin cuestionamientos los fenómenos sobrenaturales como elementos clave. El paso final en el origen de la obra histórica moderna, por lo tanto, requeriría, como requisito previo, la evolución de la comprensión moderna de la historia.[6]

## Evolución
Los primeros dramas históricos españoles importantes surgen a finales del siglo XVI (la Numancia de Cervantes, por ejemplo), aunque hay algunos anteriores; destacan sobre todo los escritos por Lope de Vega, quien se inspiró frecuentemente en Crónicas impresas por diversos historiadores. La conciencia histórica colectiva común de una patria llamada España derivaba sobre todo del Romancero como fenómeno histórico-poético, según Stephen Gilman. A veces, el acercamiento a los temas históricos se hacía con la intención de transformarlos en poesía dramática (es decir, se produce una recreación, no exenta de anacronismos, falseamientos, faltas de verosimilitud...) y mitificar algunos personajes y hechos. En otras ocasiones existen ciertas relaciones entre la composición de la obra y el momento histórico dramatizado. Carol Bingham Kirby (para quien el drama histórico «surge en los grandes momentos de la transición de la historia de un pueblo») pone los siguientes ejemplos, precisamente lopianos: «Una obra ceremonial escrita unos meses después de un suceso, como El Brasil restituido (1625), proporciona unas perspectivas respecto al tiempo distintas que una obra escrita siglos después de los hechos, como El último godo (h. 1599). Lejos de la visión shakespeariana, en Lope se contempla la pervivencia de una visión medieval de la historia como providencial. En las obras sobre el Nuevo Mundo destaca la visión de la dialéctica entre vencidos y vencedores. Por otra parte, las dos visiones contrastadas sobre la figura del rey Pedro I, la del Cruel y la del Justiciero, también dan pábulo a interpretaciones históricas diversas.»
Otros dramaturgos del siglo XVII escribieron buenos dramas históricos, como Juan Ruiz de Alarcón (Los pechos privilegiados), sobre Alfonso V de León y Sancho de Navarra (siglos X-XI) o El tejedor de Segovia, ambientado en la época de Alfonso VI y tenido por antecedente del Don Álvaro o La fuerza del sino, o, sobre todo, Pedro Calderón de la Barca, (El sitio de Breda, h. 1625, escrito por encargo para celebrar una victoria sobre los luteranos, La cisma de Inglaterra, 1627, sobre Enrique VIII y Ana Bolena, El príncipe constante, h. 1629, sobre el martirio infligido a don Fernando de Portugal por el rey de Fez en Ceuta, o El tuzaní de la Alpujarra, h. 1633, sobre la sublevación de los moriscos y su exterminio a manos de las tropas de Felipe II mandadas por don Juan de Austria.
Sin embargo, la época dorada del drama histórico español fue el siglo XIX, cuando los románticos quisieron superar el dominio de la tragedia clásica de la Ilustración en el siglo XVIII. El dramaturgo Francisco Martínez de la Rosa publicó en 1830 sus Apuntes sobre el drama histórico, donde explicaba la contaminación con géneros como la tragedia, aunque establecía asimismo algunas diferencias (también, por el otro extremo, con la comedia):
«El drama histórico no requiere quizá tanta elevación como la tragedia, admite con menos dificultad personas de condición más llana, desciende con gusto a pormenores más leves; se acerca más a la vida común [...] Ya se deja entender, por razones opuestas, que la gravedad misma de los sucesos, la clase de personas que en ellos intervienen y el calor que dan las ocasiones al estilo y al lenguaje, exigen a su vez que estos rayen más alto en el drama histórico que en la comedia.»
El drama permitía una mayor libertad, al superar las unidades dramáticas y otros rígidos principios del Neoclasicismo (verosimilitud incluida), y los resultados eran más estimables, en el sentido de que las tramas y acciones escenificadas captaban mejor la atención y el interés del espectador. La materia argumental que suministraba la Historia era, además, inagotable, y siempre podía haber un hecho del pasado que pudiera servir para tratar asuntos actuales y contemporáneos, sobre todo aquellos que planteaban el gran conflicto de fondo entre liberales y absolutistas; en este teatro de histórico en que la intención política actual importa más que el simple telón de fondo histórico destacan sobre todo dos dramaturgos decimonónicos: el fecundo Tomás Rodríguez Rubí y Eusebio Asquerino.
En 1834 Francisco Martínez de la Rosa estrenó La conjuración de Venecia, ambientada en la Italia del siglo XIV; de ese mismo año es el Macías de Mariano José de Larra, autor también de El conde Fernán González y la exención de Castilla, obra sobre un legendario trovador gallego, y muy poco posterior es El trovador (1836) de Antonio García Gutiérrez, autor también de Venganza catalana de 1864 y Juan Lorenzo de 1865. Vinieron después obras de Manuel Bretón de los Herreros (Don Fernando el Emplazado, de 1837, sobre la muerte legendaria de Fernando IV), Antonio Gil y Zárate (Carlos II el Hechizado, del mismo año, obra anticlerical y sobre las intrigas palaciegas del último Austria, Don Álvaro de Luna, de 1840 y Guzmán el Bueno, de 1842, también muy exitosa) o Patricio de la Escosura (La corte del Buen Retiro, también de 1837, sobre la supuesta relación amorosa entre el conde de Villamediana y la reina Isabel de Borbón). Otros dramas históricos de Escosura son Don Jaime el Conquistador (1837), Las mocedades de Hernán Cortés (1845) o Don Pedro Calderón (1867), que refleja el proceso de exaltación nacional de figuras como la de Calderón o Quevedo (protagonista de varios dramas: la pieza de repertorio Don Francisco de Quevedo (1848), única obra dramática del poeta romántico Eulogio Florentino Sanz y de Una broma de Quevedo y Cuando ahorcaron a Quevedo, de Luis de Eguílaz, un asiduo cultivador de este género). En la década de los cuarenta se siguen produciendo importantes dramas históricos, como Dos Validos y castillos en el aire (1842, de Tomás Rodríguez Rubí, sobre el padre Nithard y el Conde de Peñaranda. Los dramas históricos de Rubí poseen siempre un motivo recurrente: el cese o el nombramiento de un primer ministro o ministro universal y la disputa del poder entre dos representantes opuestos, uno honrado, patriota e incorrupto y otro que es todo lo contrario. En la misma década, y también con una intención política actual, destaca Españoles sobre todo (1844), de Eusebio Asquerino, que obtuvo un gran éxito tratando sobre la Guerra de Sucesión a comienzos del siglo XVIII y, dado su paralelismo con la situación política de la época, se entendió como una propuesta de reconciliación nacional patriótica), o Traidor inconfeso y mártir, de José Zorrilla, sobre la tradición legendaria del rey don Sebastián de Portugal (véase Sebastianismo). De décadas posteriores son los dramas de Adelardo López de Ayala (Un hombre de estado, 1851, sobre el espectacular ascenso y caída de don Rodrigo Calderón, secretario de Felipe III y mano derecha del Duque de Lerma, y Rioja, 1854); Catilina, (1856), de José María Díaz, entre otras obras; Mariano Roca de Togores, con la pieza de repertorio Doña María de Molina; Tamayo y Baus (Locura de amor, 1835, sobre la pasión de Juana la Loca hacia Felipe el Hermoso), Un drama nuevo, de 1867 y Ventura de la Vega (La muerte de César, de 1865, que fue mal recibida por entendérsela como una defensa de la tiranía).
El drama histórico consiguió perdurar en el siglo XX a través de la variante modernista. José Echegaray se inició con dramas históricos como En el pilar y en la cruz (de 1878, sobre la represión del duque de Alba en Flandes) y La muerte en los labios, de 1889, sobre la persecución de Miguel Servet). El modernista Eduardo Marquina escribió Las hijas del Cid (1908), Doña María la Brava (1809) y En Flandes se ha puesto el sol (1910). Este teatro de lujoso cartón piedra mereció la hilarante parodia del comediógrafo Pedro Muñoz Seca en La venganza de don Mendo. Federico García Lorca dejó su Mariana Pineda (1927); Juan Ignacio Luca de Tena ¿Dónde vas Alfonso XII? (1957) y ¿Dónde vas, triste de ti? (1959) y Alejandro Casona, El caballero de las espuelas de oro (1964) sobre la vida de don Francisco de Quevedo. Antonio Buero Vallejo cultivó asiduamente el género sin demasiadas pretensiones históricas, solo para ofrecer una serie de semblanzas de creadores enfrentados con el poder; entre sus títulos de historia española, figuran El sueño de la razón, sobre Francisco de Goya, La detonación, sobre Mariano José de Larra, Un soñador para un pueblo, de 1958, sobre Esquilache y Las Meninas, de 1960, sobre Diego Velázquez. Entre los últimos dramaturgos cercanos al género figuran Domingo Miras con títulos como Las brujas de Barahona y De San Pascual a San Gil, entre otros. Entre ambos surgió una interesante polémica sobre la naturaleza del drama histórico que el crítico e historiador del teatro español Francisco Ruiz Ramón analizó en estos términos:
«Ambos dramaturgos, sin que sean óbice sus muchas diferencias personales y profesionales -edad, estilo dramático, etc.- ni el punto de partida teórico para su enfoque del drama histórico, coinciden en asignar a éste las mismas funciones: "catártica" (iluminación del presente o descubrimiento de la identidad por la representación ritual del sacrificio) y "didáctica" (entender, juzgar). En realidad, y en último término, ambas funciones clave remiten a lo que, en otro lenguaje critico, solemos llamar "identificación" y "distanciación" (o extrañamiento), los cuales no pueden, a mi juicio, proponerse como opuestas, ni intencional ni estructuralmente, para formar la polaridad "teatro de identificación" / "teatro de distanciación", según reclaman los brechtistas (no los brechtianos), sino, antes al contrario, como complementarias, ya que ambas funciones pertenecen por igual e inseparablemente, aunque en tensión dialéctica, a la naturaleza misma de la mímesis del drama como género. Es justamente esa relación dialéctica de las funciones catártica / identificadora y didáctica / distanciadora la que constituye el principio mismo organizador de la dramaturgia del drama histórico.»
Han cultivado también el drama histórico en el siglo XX en España de forma asidua Carmen Resino, Concha Romero, Antonio Gala, Rodríguez Méndez y Martín Recuerda.